# Aurore de Vitré
El Aurore de Vitré es un equipo de baloncesto francés con sede en la ciudad de Vitré, que compite en la NM1, la tercera competición de su país. Disputa sus partidos en la  Salle de la Poultiere.

## Posiciones en liga
- 1995 - (N2)
- 1998 - (15-N2)
- 2001 - (1-N2)
- 2002 - (13-N1)
- 2003 - (N2)
- 2009 - (4-NM2)
- 2010 - (12-NM2)
- 2011 - (7-NM2)
- 2012 - (4-NM2)
- 2013 - (7-NM2)
- 2014 - (4-NM2)
- 2015 - (2-NM2)
- 2016 - (12-NM1)
- 2017 - (16-NM1)
- 2018 - (1-NM2)
- 2019 - (8-NM1)
- 2020 - (7-NM1)
- 2021 - (4-NM1)
- 2022 - (6-NM1)